# Kulungwishi
Kulungwishi è un ward dello Zambia, parte della Provincia di Luapula e del Distretto di Chienge.